# Gimone
Die Gimone ist ein ca. 136 km langer Fluss in der Region Okzitanien im Südwesten Frankreichs.

## Verlauf
Die Gimone entspringt im Pyrenäenvorland am Plateau von Lannemezan, im Gemeindegebiet von Saint-Loup-en-Comminges, entwässert generell Richtung Nord bis Nordost und mündet nach rund 136 km im Gemeindegebiet von Castelferrus, knapp südlich von Castelsarrasin, als linker Nebenfluss in die Garonne. Auf ihrem Weg berührt sie die Départements Haute-Garonne, Hautes-Pyrénées, Gers und Tarn-et-Garonne. Da sie in Trockenperioden wenig Wasser führt, wird sie – wie die meisten Flüsse am Plateau von Lannemezan – künstlich bewässert; in ihrem Fall durch den Canal de la Gimone et de l’Arrats, der wiederum sein Wasser vom Canal de la Neste bezieht.

## Orte am Fluss
(Reihenfolge in Fließrichtung)
- Boulogne-sur-Gesse
- Simorre
- Gimont
- Touget
- Mauvezin
- Solomiac
- Beaumont-de-Lomagne
- Larrazet
- Lafitte